# Arouca e Burgo
Arouca e Burgo est une paroisse civile portugaise (en portugais : freguesia) de la municipalité d'Arouca dans le district d'Aveiro. Elle est créée en 2013, par fusion des paroisses d'Arouca et Burgo.

## Géographie
Arouca e Burgo est située au centre de la municipalité d'Arouca. Elle est notamment arrosée par la rivière Arda (pt), un affluent du Douro.

## Histoire
La paroisse est créée par la loi no 11-A/2013 du 28 janvier 2013 portant réorganisation administrative du territoire des freguesias, en fusionnant les paroisses d'Arouca et Burgo. Son nom officiel est União das Freguesias de Arouca e Burgo et son siège est fixé à Arouca.

## Démographie
Lors du recensement de 2021, Arouca e Burgo compte 5 120 habitants. C'est ainsi la paroisse la plus peuplée de la municipalité d'Arouca, qui regroupe 16 paroisses et 21 146 habitants.